# Exopalpus notata
Exopalpus notata là một loài ruồi trong họ Tachinidae.